# Brug 866
Brug 866 is een kunstwerk in Amsterdam-Zuid.
De brug heeft de vorm van een viaduct of tunnel afhankelijk vanuit welk standpunt men kijkt. Het ligt samen met brug 864 op de kruising Beethovenstraat en Strawinskylaan in de buurt Zuidas Noord. Beide, verbonden door een keerwand, zijn aangelegd in het tijdperk waarin er zorgvuldige scheiding plaatsvond tussen snel- en langzaam verkeer. Het snelverkeer (gemotoriseerd vervoer en trams) ligt op de Strawinskylaan op een dijklichaam; het voet/fietspad op maaiveldniveau. Het geheel wordt gedragen door een betonnen paalfundering, de overspanning bestaat uit betonnen liggers, elk 1 meter breed. Op 1 augustus 1977 ging de eerste heipaal de grond in; oplevering vond plaats in 1978.
De architect Dirk Sterenberg van de Dienst der Publieke Werken paste ook hier zijn opvallende kanteelachtige balustrades toe. De brug kwam in de standaardkleuren van destijds blauw (balustraden en leuningen) en wit (borstweringen en landhoofden). In de landhoofden zijn enkele plastieken toegepast in blauw en rood.
In november 1990 werd tramlijn 5 voor een betere aansluiting op sneltram 51 verlegd naar Station Zuid-Hoog, waarbij niet meer over de Strawinskylaan werd gereden maar rechtdoor en over de brug en daarna in zijligging in de Beethovenstraat tot het punt waar toen nog de Van Leijenberghlaan begon. Bij het station werd met een helling omhoog gereden naar een halte op de plaats waar nu metrolijn 52 eindigt. In mei 2008 moest lijn 5 de hooggelegen halte verlaten in verband met de aanleg van het metroperron en keerde lijn 5 weer terug op de Strawinksylaan en verdween de trambaan van de brug. Thans rijdt bus 62 over de brug.

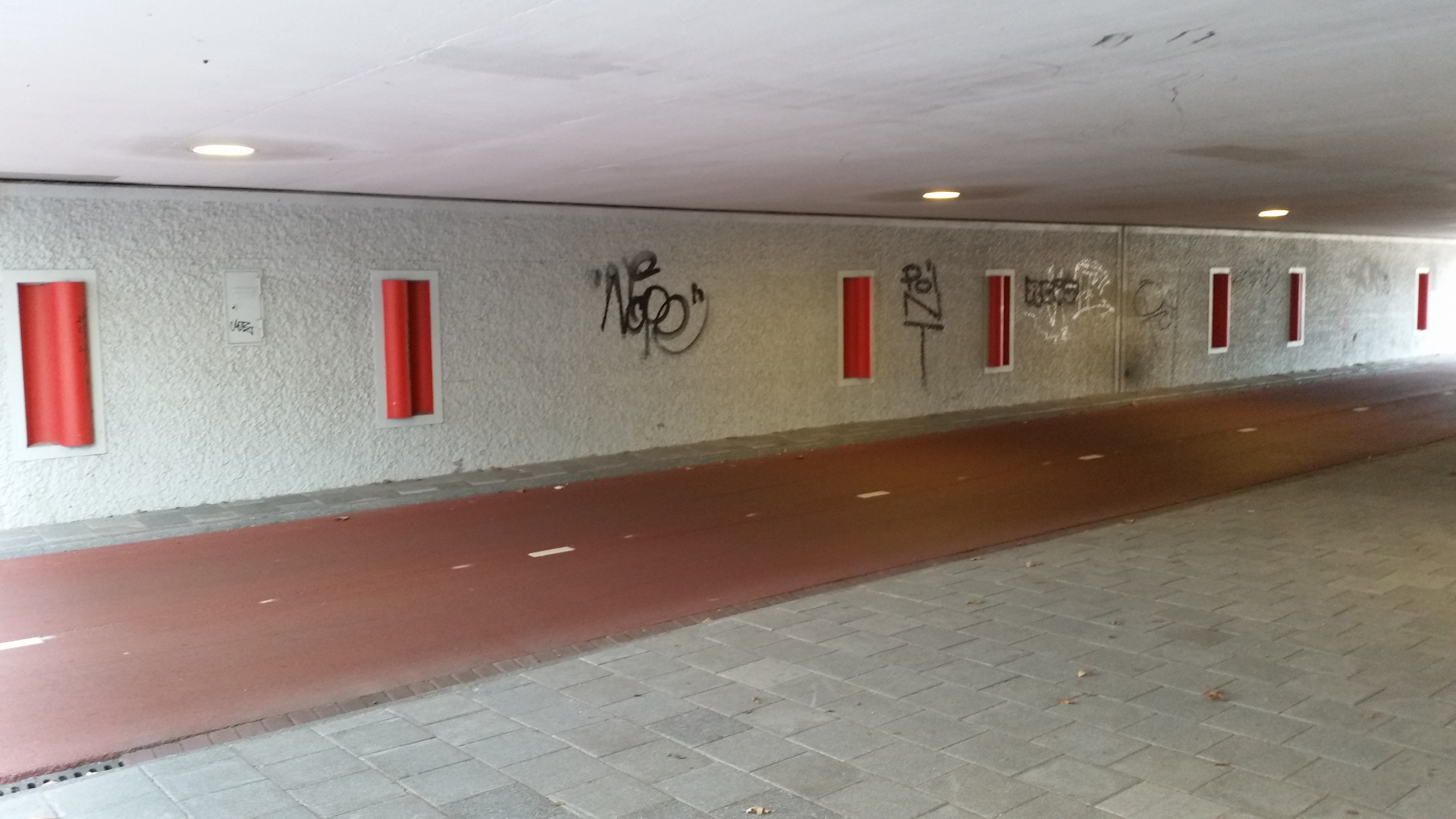
Plastieken aan de tunnelwand (oktober 2018)

<<< · 801 · 802 · 803 · 804 · 805 · 808 · 811 · 812 · 813 · 814 · 815 · 816 · 817 · 818 · 819 · 820 · 821 · 822 · 823 · 824 · 825 · 826 · 827 · 828 · 829 · 830 · 831 · 832 · 833 · 834 · 835 · 836 · 837 · 838 · 839 · 840 · 841 · 842 · 844 · 845 · 846 · 848 · 849 · 850 ·  854 · 856 · 857 · 858 · 859 · 860 · 863 · 864 · 865 · 866 · 867 · 868 · 869 · 870 · 871 · 872 · 873 · 875 · 876 · 877 · 889 · 890 · 891 · 892 · 893 · 895 · 896 · 897 · 898 · 899 · >>>
Brugnummers 800, 806, 807, 809, 810, 843 (gesloopt, Uilenstede, Amstelveen), 847 (Uilenstede, Amstelveen) , 851 (gesloopt, Dirk Sterenberg), 852 (gesloopt, Dirk Sterenberg), 853 (gesloopt, Dirk Sterenberg), 855, 861, 862, 874, 878, 879, 880, 881, 882, 883, 884, 885, 886, 887, 888, 894 zijn niet (meer) vergeven.